# Thomas Falcon Marshall
Pour les articles homonymes, voir Marshall.
Thomas Falcon Marshall (1er décembre 1818 à Liverpool, en Angleterre - 26 mars 1878 à Kensington, Londres, en Angleterre) est un peintre britannique du XIXe siècle.

## Biographie
Thomas Falcon Marshall est originaire de Liverpool. Il peint principalement des scènes historiques et de genre rustiques, les situant dans des chalets, la basse-cour ou l'intérieur d'une prison. 
Ses influences sont Goldsmith, Thompson, Byron tout en étant un admirateur de son contemporain William Powell Frith. 
Peintre polyvalent et prolifique, son travail effectué à Liverpool reste peu connu, mais il expose à l'Académie de Liverpool dès 1836.

## Œuvres

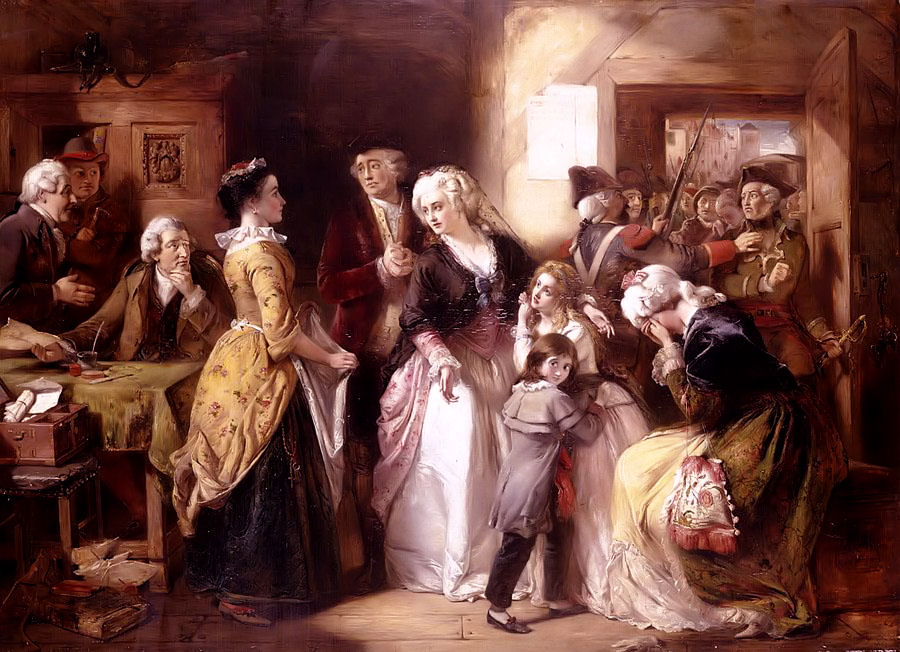
Arrest of Louis XVI and his Family

- Femme jouant avec un enfant pendant la récolte (1836)
- The Arrival of the Coach (1850), collection particulière.
- Travellers outside a tavern (1850)
- The Emigrants (1852), musée national d'Australie-méridionale.
- Oliver Goldsmith reading a novel to Miss Horneck "the jessamy bride" and her sister (1852)
- Arrest of Louis XVI and his Family (1854)
- May Day Garlands (1860)
- Christmas Morning (1865), collection privée Christopher Wood Gallery, Londres.
- The Village Wedding,  Lytham Art Collection of Fylde Borough Council
- Gathering Primroses
- Seaside Visitors
- Returning Health
- The King’s Shilling
- A Wayside Chat
- Young Shepherds
- The Benevolent Cottagers
- Rest From Haymaking
- The Fruit Seller
- John Howard visiting the prisons